# Blandine Perroud
Pour les articles homonymes, voir Perroud.
Blandine Perroud (née le 9 juin 1977 à Cannes et morte le 3 octobre 2013 à La Tronche est une parachutiste française, adjudant de l'École des troupes aéroportées (ETAP).

## Biographie
Elle a été championne du monde de sky-surf en 2004 et vice-championne d'Europe en précision d'atterrissage et en voltige en 2013. Elle totalisait plus de 5 500 sauts à son actif.
Le 14 juillet 2013, elle avait sauté place de la Concorde, devant la tribune officielle, à l’occasion du défilé militaire sur les Champs-Élysées.
Elle est morte le 3 octobre 2013 à La Tronche à la suite d'un accident en vol à l'entraînement.